# Transformers: Rise of the Dark Spark
Transformers: Rise of the Dark Spark (с англ. — «Трансформеры: Битва за Тёмную Искру») — компьютерная игра в жанре шутер от третьего лица о трансформерах, разработанная Edge of Reality и изданная Activision в 2014 году. Игра представляет собой кроссовер между «Вселенной фильмов» и «Выровненной вселенной». Издателем игры на территории России выступила компания «Новый Диск», выпустившая ПК-версию игры с русскими субтитрами. Консольная версия осталась на английском.

## Игровой процесс
Консольная версия игры представляет из себя шутер от третьего лица, как и её предшественники, War for Cybertron и Fall of Cybertron. Игроки могут управлять каждым трансформером как в виде робота, так и в виде транспортного средства. В игре предусмотрены различные испытания, за выполнение которых игроки получают улучшения оружия, персонажей для многопользовательской составляющей и другие бонусы. Улучшить оружие можно в киосках Телетрон-1, раскиданных по всей игре. У каждого персонажа свои способности, например, Саундвейв может вызывать своих приспешников, а Оптимус Прайм обладает щитом для защиты от огня.
Режим под названием «Эскалация» из двух предыдущих игр также имеется в игре. Это многопользовательский сетевой режим, в котором четыре игрока сражаются с волнами врагов, которые со временем становятся сильнее и защищённее. В режиме представлено более сорока играбельных персонажей, а уровни основаны как на Кибертроне, так и на Земле. Очки опыта, полученные игроками, можно тратить как в одиночном режиме, так и в многопользовательском. Режим «Эскалация» отсутствует в версии игры для Wii U.
Версия игры для 3DS представляет собой стратегию. Ближний бой является пошаговым. Игроку дается три раунда, чтобы уничтожить противника. В случае успеха противник удаляется с карты мира. Игрок может выбрать одну из семи различных атак, каждая из которых имеет своё время перезарядки после каждого применения.

## Сюжет
Автоботы Оптимус Прайм, Бамблби и Дрифт исследуют место таинственного крушения в заброшенном городе на Земле, где сталкиваются с большой группой кибертронских наёмников под командованием Локдауна. На месте катастрофы они находят кибертронскую реликвию — Тёмную Искру, но прежде чем они успевают ее забрать, Локдаун захватывает её и использует для заморозки времени. После побега Локдауна, Оптимус говорит: «Я думал, что этот день никогда не наступит…» и объясняет, что такое Тёмная Искра: мощная реликвия неизвестного происхождения, которая, как считается, является противоположностью Матрицы Лидерства автоботов. Если Матрица наделяет мудростью, то Тёмная Искра даёт своему пользователю силу подчинять вселенную и её обитателей своей воле.
Во вселенной дилогии Cybertron, Мегатрон объявляет, что десептиконы близки к победе над автоботами и завоеванию Кибертрона, и отправляет Старскрима, Саундвейва и Шоквейва на поиски Тёмной Искры в заброшенный Кристалл-Сити. Во время поисков десептиконы подвергаются нападению роя инсектиконов, возглавляемого Хардшеллом, Кикбэком и Шарпшотом. Шоквейв побеждает их, завоёвывая их верность и контроль над инсектиконами. С их помощью, десептиконы находят Тёмную Искру, но прежде чем они успевают её забрать, автоботы Сайдсвайп и Айронхайд хватают её и убегают. Преследуемые инсектиконами, они вместе с Оптимусом и Бамблби перегруппировываются на железнодорожной станции, где им приходится отбиваться от полчищ инсектиконов и Старскрима до прибытия следующего поезда. Автоботам удается спастись, но Шоквейв уничтожает поезд, используя скрытую взрывчатку.
Шоквейв и Шарпшот побеждают Айронхайда и возвращают себе Тёмную Искру, но, пытаясь воссоединиться с остальными десептиконами, попадают в засаду автоботов. Убежав от них, они встречаются с комбатиконами Онслаутом, Вортексом и Свиндлом, последний помогает им доставить Тёмную Искру в Каон, столицу десептиконов. По пути они снова попадают в засаду автоботов, но им удается победить их. После этого Джазз возглавляет осаду ворот Каона, но комбатиконы, объединившись в Брутикуса, отражают атаку. Клиффджампер попадает в плен после неудачной попытки уничтожить Брутикуса с помощью взрывчатки.
Оптимус и Джазз отправляются на секретную миссию по поиску Тёмной Искры и спасению Клиффджампера, но, найдя её, попадают в практически неизбежную ловушку. Оптимус связывается с Перцептором, который отправляет Джетфайра проникнуть в руины огромного десептиконского Триптикона. Несмотря на столкновение со спасательной командой десептиконов во главе со Старскримом, Джетфайру удается использовать лазерную систему Триптикона, чтобы освободить Оптимуса, Джаза и Клиффджампера, а затем сбежать. Пока Джаз сопровождает раненого Клиффджампера в безопасное место, Оптимус сталкивается с Мегатроном, который использует Тёмную Искру в сочетании с Тёмным Энергоном, чтобы оживить несколько мертвых автоботов в виде бездумных зомби. Оптимус побеждает Мегатрона и использует Матрицу Лидерства, чтобы отправить Тёмную Искру в глубокий космос, но при этом они оба получают ранения. Пока Шоквейв уносит Мегатрона в безопасное место, Оптимус связывается с Джазом и сообщает ему, что Тёмная Искра исчезла и что они могут приступать к реализации своего плана по покиданию Кибертрона через Ковчег.
Вернувшись во вселенную фильмов, автоботы выслеживают Локдауна в джунглях, а Бамблби и Дрифт отправляются на разведку и находят центр наёмников. После того как Дрифт попадает в плен, Бамблби спасает его, но вскоре их настигают вражеские силы. Их спасает внезапное появление Гримлока, который помогает им победить наемников, но Локдаун снова сбегает. Узнав, что Локдаун направляется на подземную военную базу в другом заброшенном городе, автоботы отправляются туда, чтобы противостоять ему, но в бункер попадают только Оптимус, Бамблби и Дрифт, а Гримлок вынужден остаться, чтобы защищать вход. Тройка обнаруживает, что Локдаун строит мост времени, чтобы перенести войну между автоботами и десептиконами в настоящее ради личной выгоды, но автоботы уничтожают его, а Оптимус вступает в бой с Локдауном. С помощью Дрифта Оптимус отделяет Локдауна от Тёмной Искры и бросает его в Мост Времени, отправляя его в неизвестную точку времени. Автоботы и Локдаун спасаются за мгновение до взрыва Моста Времени, поклявшись встретиться вновь.
В сцене эпилога Оптимус из вселенной G1 видит, как Тёмная Искра падает на Землю, и говорит: «Я думал, что этот день никогда не наступит…».

## Оценки и мнения
| Сводный рейтинг       | Сводный рейтинг                                                                  |
| Агрегатор             | Оценка                                                                           |
| --------------------- | -------------------------------------------------------------------------------- |
| GameRankings          | 49.80% (PC) 43,91 % (PS4) 30.00% (WIIU) 60.00% (3DS) 44.75% (X360) 59.00% (XONE) |
| Metacritic            | 48/100 (PC) 44/100 (PS4) 48/100 (X360) 48/100 (XONE)                             |
| Иноязычные издания    |                                                                                  |
| Издание               | Оценка                                                                           |
| Eurogamer             | 5/10                                                                             |
| Game Informer         | 5/10                                                                             |
| GameSpot              | 4/10                                                                             |
| IGN                   | 4.0/10                                                                           |
| OXM                   | 5/10                                                                             |
| Русскоязычные издания |                                                                                  |
| Издание               | Оценка                                                                           |
| 3DNews                | 4/10                                                                             |
| PlayGround.ru         | 3.5/10                                                                           |
| «Игромания»           | 4.5/10                                                                           |

Консольная версия игры получила преимущественно негативные отзывы. Версия для 3DS получила оценки выше, но они всё также были неоднозначны.